# Theodor Fuchs (Admiral)
Theodor Fuchs (* 23. Mai 1868 in Meßkirch; † 28. August 1942 in Sölden, Tirol) war ein deutscher Marineoffizier, zuletzt Konteradmiral im Ersten Weltkrieg.

## Leben
Fuchs trat am 15. April 1887 als Kadett in die Kaiserliche Marine ein. Nach seiner Grundausbildung und dem Besuch der Marineschule wurde er auf verschiedenen Schiffen eingesetzt. Ab 1. Oktober 1900 war Fuchs für drei Jahre als Kapitänleutnant Vorstand des Zentralressorts an der Kaiserlichen Werft Danzig. Im Anschluss daran wurde er als Erster Offizier auf dem Küstenpanzerschiff Hildebrand verwendet. Von dort folgte am 24. September 1904 seine Versetzung in das Marinekabinett, wo Fuchs bis 30. September 1907 tätig war. Dann reiste er nach Douala in der deutschen Kolonie Kamerun und übernahm dort als Kommandant das im Stationsdienst eingesetzte Kanonenboot Panther.
Am 2. November gab Fuchs dieses Kommando ab und kehrte über Westafrika nach Deutschland zurück. Nach seiner Rückkehr wurde er zur Verfügung des Staatssekretärs des Reichsmarineamtes gestellt, um sich mit den Aufgaben eines Marineattaché vertraut zu machen. Fuchs war dann vom 28. März 1909 bis 31. März 1912 Marineattaché an der deutschen Botschaft in Rom und fungierte zeitgleich vom 28. März 1909 bis 10. April 1911 auch als Marineattaché an der deutschen Botschaft in Wien. Nach seiner Abberufung stand der inzwischen zum Kapitän zur See beförderte Fuchs zur Verfügung des Chefs der Marinestation der Ostsee. Am 15. Oktober 1912 wurde Fuchs Kommandant des neuen Großlinienschiffes Friedrich der Große, dem neuen Flaggschiff der Hochseeflotte, das er mit einer kurzen Unterbrechung bis zum 16. August 1917 befehligte und mit dem er an der Skagerrakschlacht teilnahm.
Kurzzeitig zur Verfügung des Chefs der Marinestation der Ostsee gestellt, war Fuchs dann Chef der Transportflotte während des Unternehmens Albion. Nach der erfolgreichen Besetzung der baltischen Inseln wurde Fuchs zum Kommandanten der Befestigungen von Kiel ernannt und erhielt in dieser Funktion am 18. September 1918 den Charakter als Konteradmiral.
Mit Kriegsende entband man Fuchs von seinem Kommando, stellte ihn zur Verfügung des Chefs der Marinestation der Ostsee und verabschiedet ihn mit Wirkung vom 5. Dezember 1918 in den Ruhestand.

## Auszeichnungen
Für seine langjährigen Verdienste wurde Fuchs mehrfach ausgezeichnet. Er war Inhaber folgender Orden und Ehrenzeichen:
- Roter Adlerorden III. Klasse mit Schleife[1]
- Kronenorden III. Klasse[1]
- Eisernes Kreuz (1914) II. und I. Klasse[1]
- Preußisches Dienstauszeichnungskreuz[1]
- Preußische Rettungsmedaille am Band[1]
- Kommandeur II. Klasse des Ordens vom Zähringer Löwen[1]
- Friedrich-August-Kreuz II. und I. Klasse[1]
- Komtur II. Klasse des Albrechts-Ordens mit Schwertern[1]
- Komtur des Ordens der Heiligen Mauritius und Lazarus[2]
- Komtur des Sankt-Olav-Ordens[2]
- Orden der Eisernen Krone II. Klasse[2]
- Komtur Franz-Joseph-Ordens[2]